# Dumitru Răducanu
Dumitru Răducanu (Boekarest, 19 juli 1967) is een Roemeens voormalig stuurman bij het roeien. Răducanu maakte zijn debuut als stuurman met een zilveren olympische medaille in de twee-met-stuurman. Een jaar later behaalde Răducanu de zilveren medaille in de twee-met-stuurman op de wereldkampioenschappen roeien 1985. Tijdens de Olympische Zomerspelen 1992 stuurde Răducanu de vier-met-stuurman naar de gouden medaille en haalde tevens de bronzen medaille in de twee-met-stuurman. Na de Olympische Zomerspelen 1992 werden de twee en vier met stuurman van het olympische programma gehaald. Răducanu sloot zijn carrière af als stuurman van de Roemeense acht tijdens de Olympische Zomerspelen 2000.

## Resultaten
- Olympische Zomerspelen 1984 in Los Angeles  in de twee-met-stuurman
- Wereldkampioenschappen roeien 1985 in Hazewinkel  in de twee-met-stuurman
- Wereldkampioenschappen roeien 1991 in Wenen 4e in de twee-met-stuurman
- Wereldkampioenschappen roeien 1991 in Wenen  in de vier-met-stuurman
- Wereldkampioenschappen roeien 1991 in Wenen 4e in de acht
- Olympische Zomerspelen 1992 in Barcelona  in de vier-met-stuurman
- Olympische Zomerspelen 1992 in Barcelona  in de twee-met-stuurman
- Wereldkampioenschappen roeien 1995 in Tampere 5e in de acht
- Wereldkampioenschappen roeien 1996 in Motherwell  in de twee-met-stuurman
- Wereldkampioenschappen roeien 1998 in Keulen 9e in de vier-met-stuurman
- Wereldkampioenschappen roeien 1998 in Keulen  in de acht
- Wereldkampioenschappen roeien 1999 in St. Catharines  in de vier-met-stuurman
- Wereldkampioenschappen roeien 1999 in St. Catharines 4e in de acht
- Olympische Zomerspelen 2000 in Sydney 6e in de acht

1900: Henri Bouckaert & Jean Cau & Émile Delchambre & Henri Hazebrouck & Charlot / Gustav Goßler & Oskar Goßler & Walter Katzenstein & Waldemar Tietgens & Carl Goßler  ·
1912: Albert Arnheiter & Hermann Wilker  & Otto Fickeisen & Rudolf Fickeisen & Otto Maier·
1920: Willy Brüderlin & Max Rudolf & Paul Rudolf & Hans Walter & Paul Staub · 
1924: Émile Albrecht & Alfred Probst & Eugen Sigg & Hans Walter & Émile Lachapelle ·
1928: Valerio Perentin & Giliante D'Este & Nicolò Vittori & Giovanni Delise & Renato Petronio ·
1932: Hans Eller & Horst Hoeck & Walter Meyer & Joachim Spremberg & Carlheinz Neumann ·
1936: Hans Maier & Walter Volle & Ernst Gaber & Paul Söllner & Fritz Bauer·
1948: Warren Westlund & Gordon Giovanelli & Robert Martin & Robert Will & Allen Morgan ·
1952: Karel Mejta & Jiří Havlis & Jan Jindra & Stanislav Lusk & Miroslav Koranda ·
1956: Alberto Winkler & Romano Sgheiz & Angelo Vanzin & Franco Trincavelli & Ivo Stefanoni ·
1960: Gerd Cintl & Horst Effertz & Klaus Riekemann & Jürgen Litz & Michael Obst·
1964: Peter Neusel & Bernhard Britting & Joachim Werner & Egbert Hirschfelder & Jürgen Oelke ·
1968: Dick Joyce & Ross Collinge & Dudley Storey & Warren Cole & Simon Dickie ·
1972: Peter Berger & Hans-Johann Färber & Gerhard Auer & Alois Bierl & Uwe Benter ·
1976: Vladimir Jesjinov & Nikolai Ivanov & Michail Koeznetsov & Aleksandr Klepikov & Aleksandr Loekjanov ·
1980: Dieter Wendisch & Ullrich Dießner & Walter Dießner & Gottfried Döhn & Andreas Gregor ·
1984: Martin Cross & Richard Budgett & Andy Holmes & Steve Redgrave & Adrian Ellison·
1988: Bernd Niesecke & Karsten Schmeling & Bernd Eichwurzel & Frank Klawonn & Hendrik Reiher ·
1992: Iulică Ruican & Viorel Talapan & Dimitrie Popescu & Nicolae Țaga & Dumitru Răducanu